# Bitka pri Guilford Court House
Bitka pri Guilford Court House je potekala 15. marca 1781 med ameriško revolucijo, blizu Greensbora v Severni Karolini. Britanske sile s 2.100 možmi pod poveljstvom generalpodpolkovnika Charlesa Cornwallisa so premagale 4.500 Američanov generalmajorja Nathanaela Greena. Britanska vojska je utrpela precejšnje žrtve, ocenjujejo, da je bilo žrtev kar 27 % celotnih sil. Bitka je bila "največje in najbolj sporno dejanje" v južnem delu ameriške revolucije. Pred bitko so Britanci dosegli velik uspeh pri ponovnem prevzemu nadzora nad Georgio in Južno Karolino s pomočjo močnih lojalističnih frakcij in menili, da bi Severna Karolina lahko bila v njihovem dosegu. Britanci so bili v procesu močnega novačenja v Severni Karolini, ko je ta bitka končala njihovo novačenje. Bitka je obeležena v Guilford Courthouse National Military Park in povezanem zgodovinskem okrožju Hoskins House.
Po bitki se je Greene preselil v Južno Karolino. Cornwallis je svojo vojsko preselil v Wilmington v Severni Karolini, da bi si odpočil in se oskrbel. Kasneje se je Cornwallis odločil, da bo odkorakal v Virginijo in se poskušal povezati s približno 3.500 možmi pod britanskim generalmajorjem Phillipsom in ameriškim izdajalcem Benedictom Arnoldom. Te odločitve so Greenu omogočile, da je razbil britanski nadzor nad jugom, medtem ko je Cornwallisa pripeljal do Yorktowna, kjer se je bil prisiljen predati generalu Georgeu Washingtonu in francoskemu generalpodpolkovniku Comte de Rochambeauju.

## Uvod
18. januarja 1781 je lord Cornwallis izvedel, da je izgubil četrtino svoje vojske v bitki pri Cowpensu. Kljub temu je bil še vedno odločen, da bo zasledoval generala Nathanaela Greenea v Severno Karolino in uničil Greenovo vojsko. Po Cornwallisovih besedah: "Izgubo mojih lahkih čet bi lahko nadomestila le dejavnost celotnega korpusa." Pri Ramsour's Millu je Cornwallis zažgal svojo prtljago, razen vozov, ki jih je potreboval za prevoz medicinskih potrebščin, soli, streliva in bolnih. Po besedah Charlesa O'Hare: "V tej situaciji, brez prtljage, potrebščin ali kakršnih koli zalog ... je bilo odločeno, da se Greenovi vojski sledi do konca sveta."
Ko je Cornwallis 28. januarja odšel iz Ramsour's Milla, si je Greene prizadeval ponovno združiti svoje poveljstvo, vendar je Edwardu Carringtonu ukazal, naj se pripravi na morebiten umik čez reko Dan v Virginijo. Po Greeneovih besedah: "Potrebno je, da sprejmemo vse možne previdnostne ukrepe. Vendar ne izgubljam upanja, da bom uničil lorda Cornwallisa, če bo vztrajal pri svojem nori shemi prodiranja skozi državo ..."
3. februarja se je Greene pridružil kontinentalcem Daniela Morgana pri Trading Fordu na reki Yadkin, 7. februarja pa se je Lighthorse Harry Lee srečal z vojsko pri Guilford Court House. Do 9. februarja je Greene poveljeval 2.036 možem, od katerih je bilo 1.426 redne pehote, medtem ko je imel Cornwallis približno 2.440 mož, od katerih jih je bilo 2.000 rednih vojakov. Nasprotnika sta začela "dirko do Dana": Greenov vojni svet je priporočal nadaljevanje umika, odločitev za boj pa je bila prestavljena na kasnejši datum in lokacijo.
Do 14. februarja je bila Greenova vojska varno čez Dan po umiku, ki je bil po besedah britanskega poveljnika Banastreja Tarletona "premišljeno zasnovan in energično izveden". Cornwallis je bil 240 mi (390 km) oddaljen od svoje oskrbovalne baze v Camdenu, Južna Karolina. Ustanovil je tabor v Hillsboroughu, Severna Karolina in poskušal nabaviti zaloge ter rekrutirati torijevce. Čeprav je imela Greenova vojska v okrožju Halifax, Virginija obilico hrane, je Cornwallis ugotovil "pomanjkanje zalog", se zatekel k ropanju kmetij lokalnih prebivalcev in izgubil može "...zaradi potepanja iz tabora v iskanju viskija."
19. februarja je Greene poslal Leejevo konjeniško legijo na izvidniško misijo južno čez reko Dan. Do takrat je po besedah avtorja in zgodovinarja Johna Buchanana "Bufordov pokol razvnel uporniške strasti. Pyleov pokol je uničil torijevsko moralo." 22. februarja je Greene premaknil svojo vojsko južno čez Dan. 25. februarja, prisiljen zapustiti Hillsborough, je Cornwallis premaknil svoj tabor južno od potoka Alamance med reko Haw in reko Deep (Severna Karolina). Greene je taboril na severni strani potoka, znotraj 15 mi (24 km) od Cornwallisovega tabora.
Do 6. marca so Cornwallisovi možje trpeli zaradi lakote. Njegovi možje so ropali torijevske in patriotske prebivalce, dezerterstvo se je povečalo, kar je Cornwallisa prisililo, da je iskal odločilno bitko z Greenom. Cornwallis je izgubil skoraj 400 mož zaradi bolezni, dezerterstva ali smrti, kar je zmanjšalo njegovo moč na približno 2.000 mož. 10. marca se je Greenu pridružila milica Severne Karoline, ki sta jo vodila John Butler (general) in Thomas Eaton (general) ter milica Virginije, ki jo je vodil Robert Lawson (general). 12. marca je Greene s svojo vojsko približno 4.440 mož, od katerih jih je bilo 1.762 kontinentalnih, odkorakal do sodišča Guilford.
15. marca je Cornwallis, potem ko je izvedel za Greenovo lokacijo, odkorakal po cesti iz New Gardena proti sodišču Guilford. Predhodnica obeh vojsk se je srečala blizu kvekerske zbornice New Garden, 4 mi (6,4 km) zahodno od sodišča Guilford. Greene je poslal Leejevo legijo in strelce Virginije Williama Campbella, da izvidijo Cornwallisov tabor. Ob 2. uri zjutraj so patrioti opazili Tarletonove premike, ob 4. uri zjutraj pa so se Leejevi in Tarletonovi možje srečali. Tarleton je začel umikati, medtem ko je utrpel rano z mušketom na desni roki in ko je Lee zasledoval, je Lee prišel v stik z britanskimi gardisti, ki so Leeja prisilili k umiku.:369–371

## Bitka
Greene je svojo vojsko razporedil v tri linije. Greenova prva linija je bila vzdolž ograde iz razcepljenih tramov, kjer je cesta New Camden izstopila iz gozda. Na desni je bil Butlerjev polk 500 milic Severne Karoline, plus 200 strelcev Virginije Charlesa Lyncha, 90 dragoncev Williama Washingtona in 80-članska Delawarska linija Roberta Kirkwooda. Na levi je bil Eatonov polk 500 milic Severne Karoline, skupaj z 200 strelci Williama Campbella in Leejevo legijo 75 konjenikov in 82 pešakov. Na sredini je bila dvojna šestfuntna baterija, ki jo je vodil Anthony Singleton.:372–373
Greeneova druga linija je bila 275 metrov za prvo: 1.200 milic Virginije, ki sta jih vodila Robert Lawson in Edward Stevens. Greeneova tretja linija je bila še 500 metrov desno nazaj, na jasi: 1.400 kontinentalcev, vključno z brigado Virginije Isaaca Hugerja, brigado Marylanda Otha Hollanda Williamsa in četo Delawarea Petra Jacquetta. Med enotama Virginije in Marylanda je bila baterija dveh šestfuntnih topov, ki jo je vodil Samuel Finley.:372–373
Cornwallisova kolona se je pojavila ob cesti New Camden ob 13.30 in Singleton je začel streljati s svojima dvema šestfuntnima topoma, medtem ko je baterija Kraljeve artilerije Johna Macleoda odgovorila s tremi šestfuntnimi topovi. Po Buchananu Cornwallis "...ni vedel, koliko mož ima Greene. Prav tako ni poznal terena, prav tako mu je manjkalo informacij o Greeneovih razporeditvah. Cornwallis "...je prehodil na stotine kilometrov, svojo vojsko je pripeljal do raztrganosti in lakote...".:374
Cornwallis je na svoje levo krilo razporedil 33. pehotni polk in Kraljeve valižanske strelce, ki jih je vodil James Webster in jih podprl s Charlesom O'Haro z njegovim 2. bataljonom gardistov, grenadirji in jägerji. Cornwallisovo desno krilo, ki ga je vodil Alexander Leslie, je vključevalo 2. bataljon Fraserjevih višavcev in hessenski polk von Bose, podprt z 1. bataljonom gardistov. Tarletonova britanska legija konjenikov je bila v rezervi, vendar je Cornwallisu manjkalo torijevskih pomožnih enot.:374
Britanci so se premaknili naprej. Milica Severne Karoline se je, po Singletonu, "v nasprotju z običajem, dobro obnašala za milico" in izstrelila svoj rafal. Stotnik Dugald Stuart je opazil: "Polovica višavcev je padla na tistem mestu." Thomas Saumarez je to imenoval "zelo boleč in uničujoč ogenj." Ko so Britanci napredovali, je narednik Roger Lamb opazil: "...znotraj 35 metrov od sovražnikove linije je bilo opaziti, da je celotna njihova linija imela orožje pripravljeno in naslonjeno na ograjo... Ciljali so z veliko natančnostjo. V tem grozljivem trenutku je nastal splošen premor... nato je polkovnik Webster zajahal naprej pred 23. polkom in rekel: 'Pridite, moji pogumni strelci.' To je delovalo kot navdihujoč glas...".:375–376
Kot je naročil Greene, se je milica Severne Karoline umaknila skozi Greeneovo drugo linijo. Britanci so zdaj prišli pod bočni ogenj strelcev in kontinentalcev na svojih bokih, kar je prisililo Cornwallisa, da je ukazal naprej svojim podpornim enotam. Na Greenovi levi sta se Leejeva legija in Campbellovi Virginijci umaknili v severovzhodni smeri, namesto naravnost nazaj, kar je povzročilo njihov boj s polkom von Bose in 1. bataljonom gardistov – boj v zaledju 1,6 km od glavnega boja.:375–376
Ko so se Britanci premikali skozi gozd, se je boj zmanjšal na majhne strelske obračune, saj so Britanci potisnili Virginijce nazaj. Cornwallis je, kljub temu da so mu ustrelili konja, vodil britansko čiščenje gozda. Britanci so se nato soočili s kontinentalci v Greenovi tretji liniji.:377 James Webster je vodil prve britanske enote iz gozda – jägerje, lahko pehoto Garde in 33. pehotni polk – v napad proti kontinentalcem. Britancem je uspelo priti na razdaljo 100 čevljev (30 m), preden so jih odbili s kontinentalnim streljanjem 1. marylandskega in delawarskega oddelka. Vendar, ko je 2. garda očistila gozd, je prisilila 2. marylandski polk v beg in zajela Finleyjeva dva šestfuntna topova. 1. marylandski polk se je nato obrnil in se spopadel z 2. gardo. Dragonci Williama Washingtona so napadli skozi zadnji del 2. garde, se obrnili in drugič napadli skozi 2. gardo. Washingtonu je sledil bajonetni napad 1. marylandskega polka.:377–379 Cornwallis je nato ukazal Macleodu, naj strelja s šrapneli v množico borečih se mož. Šrapneli so ubili Američane in Britance, vendar so očistili polje obeh. Cornwallis je nato napredoval proti vrzeli, ki jo je pustil 2. marylandski polk. Ob 15:30 je Greene ukazal svojim četam, naj se umaknejo pod zaščitnim ognjem 4. virginijskega polka. Cornwallis je sprva ukazal zasledovanje, vendar je poklical svoje može nazaj. Po Buchananovih besedah: "...zmanjšan na nekaj več kot 1.400 učinkovitih...Cornwallis je uničil svojo vojsko.":379–380

## Posledice
Bitka je trajala 90 minut. Britanci so se spopadli z dvakrat manj možmi kakor Američani, vendar so osvojili bojišče. Vendar je skoraj četrtina Britancev postala žrtev bojev. Američani so se umaknili nerazbiti, kar je bil Greenov glavni cilj. Britanci so z držanjem položaja z običajno trdoživostjo kljub manjšemu številu vojakov zmagali. Vendar je Cornwallis utrpel nevzdržne izgube in se nato umaknil na obalo, da bi se pregrupiral, s čimer je Američanom prepustil strateško prednost. Vodja britanske stranke Whig in vojni kritik Charles James Fox, ki je bitko pri Guilfordu videl kot klasično pirovo zmago, je ponovil Plutarhov slavni citat Pira z besedami: "Še ena takšna zmaga bi uničila britansko vojsko!"
V pismu lordu Georgeu Germainu je Cornwallis komentiral: "Po naših opazovanjih in najboljših podatkih, ki smo jih lahko pridobili, nismo dvomili, da je moč sovražnika presegala 7.000 mož... Ne morem ugotoviti sovražnikovih izgub, vendar so morale biti precejšnje; med 200 in 300 mrtvih je ostalo na bojišču... veliko njihovih ranjencev je pobegnilo... Naše patrulje za iskanje hrane so mi poročale, da so hiše v krogu šest do osem milj (9,5-13 km) okoli nas polne drugih... Ujeli smo malo ujetnikov."
Cornwallis je o britanskih silah zapisal:"Ravnanje in dejanja častnikov in vojakov, ki so sestavljali to majhno vojsko, bodo bolj pravično pričala o njihovih zaslugah, kot bi jaz lahko z besedami. Njihova vztrajna neustrašnost v akciji, njihova nepremagljiva potrpežljivost pri naporih in utrujenosti pohoda, dolgega več kot 600 milj (965 km), med katerim so prebredli več velikih rek in nešteto potokov, od katerih bi se mnogi v kateri koli drugi državi na svetu šteli za velike reke, brez šotorov ali zaščite pred podnebjem in pogosto brez zalog, bodo zadostno pokazali njihovo gorečo vnemo za čast in interese svojega suverena in svoje države."
Po bitki so Britanci zasedli veliko gozdnato območje, ki ni ponujalo hrane ali zadostnega zavetja in noč je prinesla močno deževje. Petdeset ranjencev je umrlo pred sončnim vzhodom. Če bi Britanci zasledovali umikajoče se upornike, bi morda naleteli na uporniško prtljago in oskrbovalne vozove, ki so ostali tam, kjer so Američani taborili na zahodnem bregu ceste Salisbury pred bitko. 17. marca, dva dni po bitki, je Cornwallis poročal o svojih žrtvah: 3 častniki in 88 vojakov drugih činov ubitih, ter 24 častnikov in 384 vojakov drugih činov ranjenih, z dodatnimi 25 pogrešanimi v akciji. Webster je bil ranjen med bitko in je umrl dva tedna kasneje. Tarleton je bil prav tako ranjen, izgubil je dva prsta, ko ga je krogla zadela v desno roko.
Greene je poročal o svojih žrtvah: 57 ubitih, 111 ranjenih in 161 pogrešanih med kontinentalnimi četami, ter 22 ubitih, 74 ranjenih in 885 pogrešanih med milico – skupaj 79 ubitih, 185 ranjenih in 1.046 pogrešanih. Od tistih, ki so bili prijavljeni kot pogrešani, je bilo 75 ranjenih moških, ki so jih zajeli Britanci. Ko je Cornwallis nadaljeval svoj pohod, je teh 75 ranjenih ujetnikov pustil v Cross Creeku, pred tem pa je 70 svojih najhuje ranjenih mož pustil v kvekerskem naselju New Garden blizu Snow Camp, Severna Karolina. Analiza revolucionarnih pokojninskih zapisov, ki sta jo opravila Lawrence E. Babits in Joshua B. Howard, je avtorja pripeljala do zaključka, da je bilo Greenovih ubitih in ranjenih v bitki "verjetno 15-20 odstotkov več, kot kažejo uradni podatki," z verjetnimi "90-94 ubitimi in 211-220 ranjenimi." Razen ranjenih ujetnikov so se večinoma drugi moški, prijavljeni kot 'pogrešani', vrnili domov po bitki, saj so bili pripadniki milice Severne Karoline.
Da bi se izognil še eni bitki pri Camdenu, se je Greene umaknil z nedotaknjenimi silami. S svojo majhno vojsko, manj kot 2.000 mož, Cornwallis ni hotel slediti Greenu v zaledje. Umaknil se je v Hillsborough, Cornwallis je dvignil kraljevi prapor, ponudil zaščito lojalistom in se za trenutek zdel gospodar Georgie in obeh Karolin. Vendar pa je v nekaj tednih zapustil srce regije in se odpravil na obalo v Wilmington, Severna Karolina, kjer je lahko rekrutiral in opremil svojo vojsko. V Wilmingtonu se je Cornwallis soočil z resnim problemom. Namesto da bi ostal v Severni Karolini, se je želel odpraviti v Virginijo, kar je utemeljil z argumentom, da dokler ne bo zasedel Virginije, ne bo mogel trdno obdržati južnejših držav, ki jih je pravkar zavzel. General Henry Clinton je ostro kritiziral odločitev kot nevojno in kot odločitev, sprejeto v nasprotju z njegovimi navodili. Cornwallisu je maja napisal: "Če bi mi namignili na verjetnost vašega namena, bi vas zagotovo poskušal ustaviti, kot sem takrat, pa tudi zdaj, menil, da je takšna poteza verjetno nevarna za naše interese v južnih kolonijah." Tri mesece je Cornwallis napadal vsako kmetijo ali plantažo, na katero je naletel in od tam vzel na stotine konj za svoje dragonce. Še 700 pešakov je preoblikoval v konjenike. Med temi napadi je osvobodil na tisoče sužnjev, od katerih se jih je 12.000 pridružilo njegovi vojski.
General Greene se je pogumno odpravil proti Camdenu, Južna Karolina in Charlestonu, Južna Karolina, z namenom, da bi Cornwallisa privabil na točke, kjer je bil prejšnje leto ter da bi pregnal lorda Rawdona, ki ga je Cornwallis pustil na tem območju. V svojem glavnem cilju – ponovni osvojitvi južnih držav – je Greene uspel do konca leta, vendar ne brez hudih bojev in porazov. Greene je dejal: "Borimo se, smo premagani, vstanemo in se borimo znova."

## Zapuščina
Vsako leto okoli 15. marca rekonstruktorji v zgodovinskih uniformah predstavijo taktično demonstracijo bojnih tehnik revolucionarne vojne na ali blizu bojišča, katerega glavni deli so ohranjeni v nacionalnem vojaškem parku Guilford Courthouse, ustanovljenem leta 1917. Nedavne raziskave so pokazale, da se je bojišče raztezalo na območje, ki je zdaj znotraj meja sosednjega parka Greensboro Country Park na vzhodu. American Battlefield Trust in njegovi partnerji so rešili skoraj pol hektarja bojišča na mestu britanskega napada na prvo linijo in zemljišče predali Nacionalni službi za parke za vključitev v nacionalni park. Leta 2016 je bil v nacionalnem vojaškem parku Guilford Courthouse odprt spomenik Crown Forces v čast častnikom in možem Cornwallisove vojske.
Tri sedanje enote nacionalne garde (116. IN, 175. IN in 198. SIG) izhajajo iz ameriških enot, ki so sodelovale v bitki pri Guilford Courthouse. Obstaja le trideset enot Nacionalne garde in aktivnih enot redne vojske z rodovniki, ki segajo v kolonialno dobo.
Mesto Gilford, New Hampshire, kljub pisni napaki v črkovanju, je poimenovano po bitki. Tamkajšnja zgodovinska oznaka New Hampshira, številka 118, spominja na poimenovanje.